# 奧比爾基 (巴赫馬奇區)
51°23′11″N 32°52′7″E / 51.38639°N 32.86861°E
奧比爾基（烏克蘭語：Обірки），是烏克蘭北部的村莊，隸屬切爾尼希夫州的尼任區。該村始建於1650年，面積0.13平方公里，海拔高度120米，2001年人口12，人口密度每平方公里93.8人。